# Campanula prenanthoides
Campanula prenanthoides là loài thực vật có hoa trong họ Hoa chuông. Loài này được Durand mô tả khoa học đầu tiên năm 1855.